# Amsterdamse jeugdteJAterschool
De Amsterdamse Jeugdtheaterschool (ook wel de AJTS genoemd) is een jeugdtheaterschool in Amsterdam. De school is bedoeld voor jongeren van 8 tot en met 21 jaar.
De school, opgericht in 1990 door Vivian Lampe en Cor Poelman, was oorspronkelijk gevestigd in de Vendelstraat. Na een tweede locatie op Overtoom en de Agamemnonstraat, vond de school een onderkomen in de gebouwen van het Montessori Lyceum Amsterdam. Van 1990 tot 2000 groeide het leerlingenaantal van 147 tot 800. Een financiële ondersteuning vanuit Kunstweb werd in 2001 afgebouwd. In 2003 zorgde de VandenEnde Foundation dat een doorstart mogelijk werd. Sinds 2005 ontvangt de instelling subsidie van het Kunstenplan van de Gemeente Amsterdam. Het aantal deelnemers groeide weer naar ca. 500. In 2020 viert de jeugdtheaterschool haar 30-jarig bestaan. 
De school verzorgt lesaanbod in Amsterdam Centrum, Westerpark, Oost en de Pijp. Ook brengt ze jaarlijks een theaterproductie uit.